# L'implacabile (film 1977)
L'implacabile (Relentless) è un film per la TV del 1977, diretto da Lee H. Katzin.